# Lucien Rebatet

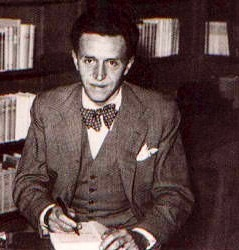
Lucien Rebatet (1942)

Lucien Rebatet (* 15. November 1903 in Moras-en-Valloire, Département Drôme; † 24. August 1972 ebenda) war ein französischer antisemitischer Journalist und Schriftsteller.

## Leben und Wirken
Rebatet war der Sohn des Notars Pierre Rebatet und dessen Ehefrau Jeanne Tampucchi; sein Großvater mütterlicherseits war Hippolyte Tampucci.
Er besuchte das Kolleg der Maristenpatres in Saint-Chamond (Département Loire) und studierte nach einem kurzen Aufenthalt an der Universität Lyon zwischen 1923 und 1927 an der Universität von Paris. Anschließend fand er eine Anstellung bei einer Versicherung.
1929 gab er seinen Beruf auf und wurde Schriftsteller. Unter dem Pseudonym „François Vinteuil“ (später dann „François Vinneuil“) verfasste er Musik- und Filmkritiken für die Zeitschrift der Action Française. Mit Wirkung vom 30. April 1932 engagierte ihn sein Freund Pierre Gaxotte für seine Zeitschrift Je suis partout. Am 14. September 1933 heiratete Rebatet in Galați (Rumänien) Veronique Popovici.
Für Gaxottes Journal schrieb Rebatet bis zur Operation Overlord 1944. Parallel dazu fungierte Rebatet ab 1938 als Pressesprecher der Action Française und arbeitete daher sehr eng mit Charles Maurras zusammen. Im Januar 1940 wurde er zur Armee eingezogen, obwohl er zu dieser Zeit ein Pamphlet veröffentlicht hatte, in dem er den Nationalsozialismus verherrlichte und sich wünschte, Frankreich würde den Krieg verlieren. Bereits vorher hatte er in verschiedenen Artikeln Adolf Hitler gelobt und z. B. in „Je suis partout“ den Juden unterstellte, den Krieg begonnen zu haben, um den Führer zu stürzen.
Nach der deutschen Eroberung Frankreichs wurde Rebatet bei Ici la France Radioreporter des Vichy-Regimes. Doch bereits nach kurzer Zeit legte er dieses Amt nieder und schrieb für Jacques Doriots Zeitschrift Cri du peuple. Sein Pamphlet Les Décombres erschien beim Verleger Robert Denoël. Es hatte 1942 dank der großzügigen Papierzuteilung des deutschen Zensors Gerhard Heller eine Auflage von 65.000 Exemplaren.
Nach der alliierten Invasion floh Rebatet im August 1944 nach Sigmaringen zu Louis-Ferdinand Céline, der sich bei den führenden Vertretern des Vichy-Regimes auf Schloss Sigmaringen in Sicherheit gebracht hatte. Dort schrieb Rebatet weiter an seinen Romanen und floh bei Kriegsende nach Österreich. Dort wurde er am 8. Mai 1945 in Feldkirch verhaftet.
Er wurde nach Frankreich gebracht und 1946 zum Tode verurteilt; im folgenden Jahr wurde sein Todesurteil aufgehoben. Am 16. Juli 1952 wurde Rebatet aus dem Gefängnis entlassen und bereits ein Jahr später konnte er wieder als Journalist arbeiten. 1954 betraute man ihn mit dem Feuilleton des Dimanche Matin. Im Gefängnis hatte er den bei seinem Erscheinen 1952 bejubelten Roman Les deux étendards geschrieben.
Bis an sein Lebensende war Rebatet vom Faschismus begeistert und seine Artikel waren für ihren Antisemitismus bekannt. Bei den Präsidentschaftswahlen gegen Charles de Gaulle am 5. bzw. am 19. Dezember 1965 unterstützte Rebatet erst Jean-Louis Tixier-Vignancour und im zweiten Wahlgang François Mitterrand.
Im Alter von über 68 Jahren starb Lucien Rebatet am 24. August 1972 in seiner Heimatstadt und fand dort auch seine letzte Ruhestätte.
Der Literaturwissenschaftler George Steiner trennte Rebatets Biografie strikt von dessen Werk und lobte Rebatet als großen Schriftsteller, dessen Roman Les deux étendards er zu den „geheimen Meisterwerken unserer Zeit“ zählt. Der umfangreiche Roman zeichne sich durch eine unfehlbare Menschlichkeit aus, bis zum Rand gefüllt mit Musik, mit Liebe, mit Einfühlung in den Schmerz. Steiner wies dabei insbesondere auf den unerklärlichen Zusammenhang zwischen dem „verabscheuenswerten, verdrehten Rebatet und dem Wunder seiner Prosa“ hin.

## Trivia
Patrick Modianos 1967 fertiggestellter Erstlingsroman La Place de l’Étoile beginnt mit einer antisemitischen Ausfälligkeit eines Journalisten namens Léon Rabatête in einer Sondernummer von Ici la France im Vichy-Frankreich: ... Wie lange noch müssen wir uns ständig die Hände waschen wegen dem jüdischen Gesindel?
Jonathan Littell erwähnt Lucien Rebatet in seinem Tatsachenroman Die Wohlgesinnten (Les Bienveillants) und beschreibt ihn als Freund seines Protagonisten Maximilian Aue.

## Werke (Auswahl)
Autobiografie
- Les mémoire d’un fasciste. Pauvert, Paris 1976 (2 Bde.)

Belletristik
- Weder Gott noch Teufel. Roman („Les deux étendards. Roman“, 1952). Langen Müller, München 1964.
- Les décombres. l’Homme libre, Paris 2006, ISBN 2-912104-42-4 (Nachdruck der Erstausgabe Paris 1942).
- Les épis mûrs. Roman. Le dilettante, Paris 2011, ISBN 978-2-84263-645-6 (Nachdruck der Erstausgabe Paris 1954).

Sachbücher
- Le bolchévisme contre la civilisation. 2. Auflage. NEF, Paris 1940.
- Les étrangers en France. Neuaufl. La Reconquête, Paris 2009.